# Eupholidoptera helina
Eupholidoptera helina är en insektsart som beskrevs av Battal Çiplak 2009. Eupholidoptera helina ingår i släktet Eupholidoptera och familjen vårtbitare. Inga underarter finns listade i Catalogue of Life.